# Херцог на Йорк
Херцог на Йорк (на английски: Duke of York) е английска благородническа титла, която монархът на Англия (а след това на Великобритания и Обединеното кралство) дава на член от своето семейство. От края на XV в., с малки изключения титлата се носи от втория син на монарха). Произлиза от името на град Йорк, един от най-старите във Великобритания.